# Tjati
Tjati ist der altägyptische Beamtentitel des Wesirs, der bereits seit dem Alten Reich bezeugt ist. Es handelt sich hierbei um den ersten und obersten Beamten, der nach dem Pharao der zweite Mann im Staat war. Das Amt des Wesirs wurde zunächst nur von Prinzen besetzt, später dann auch von engeren Vertrauten des Königs.
In der Ägyptologie wurden Vorschläge hinsichtlich der Funktionsherkunft des Tjati diskutiert und mit dem frühen Titel Tjet in Verbindung gebracht. Wolfgang Helck vermutet, dass zunächst der Hauptsohn des Königs den Posten Tjet besetzte.

## Geschichte

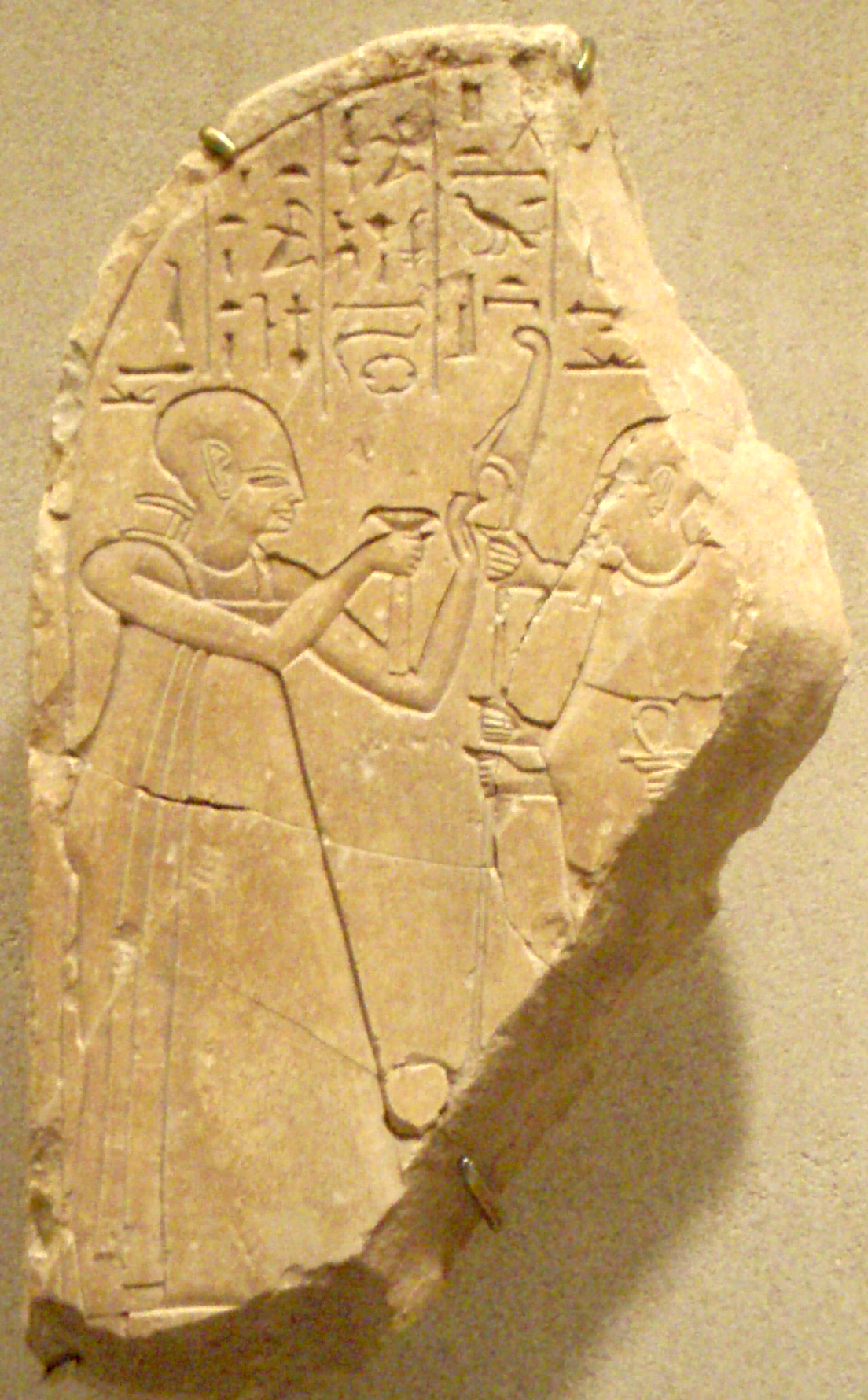
Stele des Wesirs Neferrenpet

Im Alten und Mittleren Reich Ägyptens gab es jeweils nur einen Wesir in der Residenz. Am Ende des Alten Reiches gab es neben diesen aber auch solche, die ihren Amtssitz in der Provinz, wie z. B. in Abydos oder Meir hatten.
Dies ist auch im frühen Mittleren Reich bezeugt, wo es Wesire an der königlichen Residenz, aber auch in der Provinz, in Deir el-Berscheh gab. Im Neuen Reich gab es mindestens seit der Regierungszeit von Thutmosis III. für die Reichsteile Oberägypten und Unterägypten jeweils einen eigenen Wesir. Diese Zweiteilung des Amtes ist auch für die Spätzeit bezeugt. Die letzten Wesire sind in der 30. Dynastie belegt.
Der Wesir war der Mittelsmann zwischen Pharao (König) und den anderen Beamten. Er war außerdem die oberste juristische Instanz im Land und Koordinator der Provinzialverwaltung, die von Gaufürsten geleitet wurde.

## Belege
In einigen Grabanlagen von Wesiren des Neuen Reiches fand sich die sogenannte Dienstanweisung für den Wesir, die über die täglichen Aufgaben und Pflichten der Wesire berichtet. Seit der 13. Dynastie ist eine Amtstracht des Wesirs belegt. Es handelt sich um ein langes Gewand, unter dem eine Kette zu sehen ist. Der Kettenanhänger ist jeweils durch das Gewand verdeckt. Es wurde vermutet, dass es sich um das Amtssiegel oder um die Figur der Maat gehandelt haben könnte.

## Aufgaben
Der Wesir galt als eine Art Oberminister. Er erfüllte praktisch Aufgaben, die dem König zustanden, und musste diesem täglich Bericht erstatten. Er kontrollierte die Gaufürsten in den Provinzen und Ländereien, verteilte Beamten- und Arbeitergehälter und war für die Steuereinnahmen zuständig. Weiterhin hatte er die Oberaufsicht über das Militär und den Außenhandel, war Bauleiter und oberster Richter, rekrutierte Soldaten, überwachte die Polizei und den Schiffsverkehr und war direkt für die Arbeitersiedlung von Deir el-Medina verantwortlich. Daneben musste er Naturereignisse wie den Aufgang des Sirius, die Nilschwemme und Regen melden.

## Bedeutende Wesire
Bedeutende Wesire der ägyptischen Geschichte waren Nefermaat, Hemiunu, Ptahhotep und Kagemni (die noch in der Spätzeit verehrt wurden) im Alten Reich, Amenemhet (möglicherweise späterer König Amenemhet I.) im Mittleren Reich, sowie Rechmire, Paser, Chay, Neferrenpet und Ta im Neuen Reich.

## Titelfolgen
Die Bezeichnung Tjati erscheint selten alleine in ägyptischen Titelreihen. Im Alten Reich ist die typische Titelfolge: sab, taiti, tjati (sab-Beamter, der zum Vorhang gehört, Wesir). Ab dem Mittleren Reich wird die Titelfolge imi-ra nut, tjati (Vorsteher der Stadt und Wesir) zur Regel.